# Kostena Reka, Șumen
Kostena Reka (în bulgară Костена Река) este un sat în comuna Șumen, regiunea Șumen,  Bulgaria. 

## Demografie
Componența etnică a satului Kostena Reka
     Bulgari (100%)
     Nicio identificare (0%)
     Altele (0%)
La recensământul din 2011, populația satului Kostena Reka era de 49 locuitori. Din punct de vedere etnic, toți locuitorii erau bulgari.